# Útvina
Útvina (německy Uitwa) je obec v okrese Karlovy Vary v Karlovarském kraji. V obci včetně místních částí žije 580 obyvatel.

## Historie

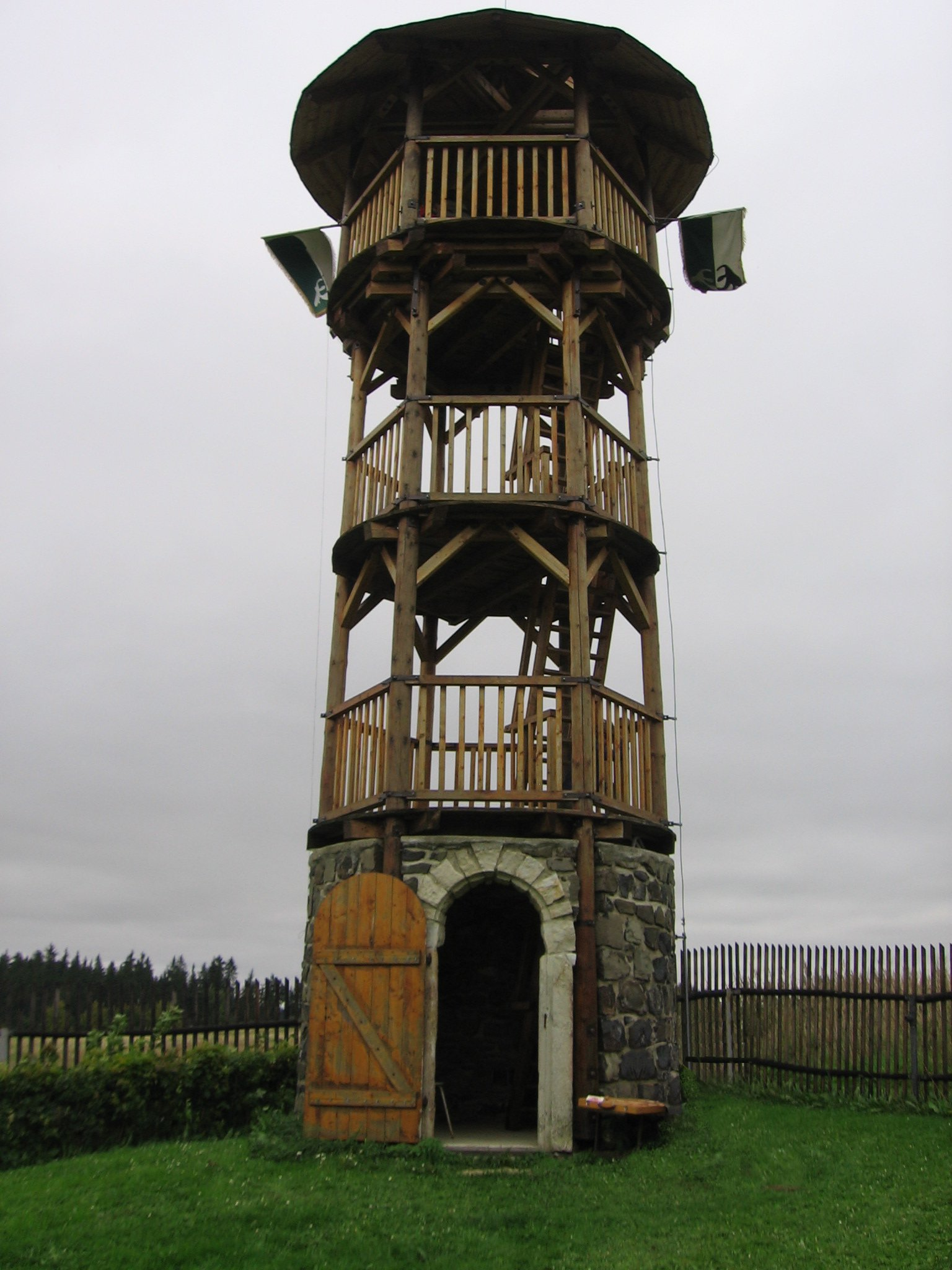
Rozhledna v Útvině

První písemná zmínka o Útvině pochází z roku 1214, kdy se uvádí na falzu listiny pro pány z Rýzmburka jako celnice na cestě z Prahy do Chebu. V roce 1354 připomínán filiální kostel fary v Přílezích pod správou milevských premonstrátů a jejich proboštství v Toužimi. Rozvětvení obchodní stezky z Prahy přes Kynžvart a přes Loket do Chebu v Útvině podnítilo rozvoj kolonizační osady na trhovou ves, která někdy před rokem 1466 získala městské právo, což vedlo i k přenesení fary z Přílez do Útviny ke kostelu svatého Víta. Za husitských válek se toužimského proboštství a tím i Útviny zmocnila kališnická šlechta (1436–1488 rytíři z Vřesovic).[zdroj⁠?!] Za poděbradských válek v roce 1469 bylo město vypleněno bečovskými katolickými pány z Plavna. Jan z Vřesovic poté získal od krále Jiřího z Poděbrad povolení, aby přenesl privilegia Útviny na Toužim včetně práva nové městečko opevnit. Poté však byla Útvina obnovena a původní obec vedla do roku 1478 spory o městská práva (zejména o znak a trhy) s novou obcí v Toužimi. Útvina pak zůstala ve stínu nové obce a byla označována jen jako městys.
Útvina byla poddanským městem, toužimská vrchnost zde měla poplužní dvůr s panským domem. V roce 1553 měla Útvina kolem padesáti domů, obyvatelé byli převážně již německé národnosti. Do konce feudalismu sdílela osudy s toužimským panstvím. Od 17. století se zde začali usazovat Židé, vznikla židovská obec s vlastní synagogou a hřbitovem na Šibeničním vrchu. Židovská obec zanikla v 19. století.
Městečko roku vyhořelo 1784 a téměř celé pak v roce 1870. V roce 1939 zde žilo 600 obyvatel ve 156 domech. Po roce 1945 postihlo Útvinu vysídlení německého obyvatelstva. V minulosti se obyvatelé živili zejména zemědělstvím, ke kterému provozovali různá řemesla a obchod. V 18. století zde působil také cech zedníků a kameníků v čele se stavebním mistrem Johannem Schmiedem. V 19. století se řada obyvatel věnovala provozování hudby, zejména v okolních lázních.

## Obyvatelstvo
Při sčítání lidu v roce 1921 ve vsi žilo 647 obyvatel (z toho 288 mužů), z nichž byl jeden Čechoslovák, 640 Němců a šest cizinců. Kromě sedmi evangelíků a jednoho člena nezjišťovaných církví byli římskými katolíky. Podle sčítání lidu z roku 1930 měla vesnice 646 obyvatel: jednoho Čechoslováka, 642 Němců a tři cizince. S výjimkou jednoho evangelíka se hlásili k římskokatolické církvi.
| Rok            | 1869  | 1880  | 1890  | 1900  | 1910  | 1921  | 1930  | 1950 | 1961 | 1970 | 1980 | 1991 | 2001 | 2011 | 2021 |
| -------------- | ----- | ----- | ----- | ----- | ----- | ----- | ----- | ---- | ---- | ---- | ---- | ---- | ---- | ---- | ---- |
| Počet obyvatel | 1 954 | 2 011 | 1 929 | 1 835 | 1 856 | 1 864 | 1 820 | 830  | 633  | 582  | 536  | 476  | 547  | 594  | 607  |
| Počet domů     | 330   | 332   | 336   | 332   | 336   | 339   | 358   | 262  | 139  | 121  | 111  | 131  | 143  | 154  | 163  |

## Obecní správa

### Části obce
- Útvina
- Český Chloumek
- Chylice
- Přílezy
- Sedlo
- Svinov

Od 1. ledna 1981 do 23. listopadu 1990 k obci patřily i Krásné Údolí a Odolenovice.

### Obecní symboly
Znak a vlajka byly obci uděleny rozhodnutím předsedy Poslanecké sněmovny Parlamentu České republiky dne 10. září 2021.

## Pamětihodnosti
Historické jádro Útviny utvářela křižovatka starých cest a bývalé tržiště (náměstí) má tvar trojúhelníku. Většina historické hrázděné a roubené zástavby zanikla při požáru v roce 1870 a při demolicích po roce 1945.
- V jádru gotický kostel kostel svatého Víta obnovený po požáru v roce 1469, barokně upravován v roce 1706 a obnoven po požáru 1870.
- Bývalá radnice čp. 80, v jádru barokní, vybudovaná po roce 1656
- Rozhledna Útvina

Zaniklé památky:
- Poplužní dvůr čp. 42 s panským domem se saským sedátkovým portálkem z roku 1560, zbořen 1975.
- Židovský hřbitov; náhrobky nacisté použili v roce 1944 do základů radarové stanice.
- Pomník padlým na návsi noví osídlenci odstranili.[11]

## Osobnosti
- Johann Schmied, barokní zednický mistr a architekt
- Otto Zerlik (1907–1989), německý folklorista a spisovatel